# Burt Reynolds
Burt Reynolds, eg. Burton Leon Reynolds, Jr., född 11 februari 1936 i Lansing i Michigan, död 6 september 2018 i Jupiter i Florida, var en amerikansk skådespelare, regissör och producent. Reynolds slog igenom i serier som bland annat Krutrök (1962–1965); han spelade senare huvudroller i filmer som Den sista färden (1972), Benknäckargänget (1974), Nu blåser vi snuten (1977), Bara tre kan leka så... (1977), Ingen blåser Hooper (1978), Nu blåser vi snuten igen (1980), Mitt i plåten! (1981) och Det bästa lilla horhuset i Texas (1982). Han nominerades till en Oscar för bästa manliga biroll för sin roll i Boogie Nights (1997).

## Biografi

### Uppväxt
Reynolds far var av irländskt och en fjärdedels indianskt ursprung (cherokesiskt). Modern var av engelskt ursprung. Reynolds föddes i Lansing i Michigan, men familjen flyttade snart söderut och han bodde en kort tid i Waycross i Georgia, men växte huvudsakligen upp i Riviera Beach i Florida.
Han gick ut Palm Beach High School i West Palm Beach och studerade efter det på Florida State University med ett amerikanskt fotbollsstipendium hos deras idrottsförening Florida State Seminoles. Han var fotbollsstjärna under collegetiden, men efter att han drabbats av en knäskada 1955 och senare även en bilolycka gick han över till att studera drama på college och vann 1956 Florida States dramapris. Reynolds draftades av det amerikanska fotbollslaget Baltimore Colts, men han spelade aldrig professionell amerikansk fotboll.

### Karriär

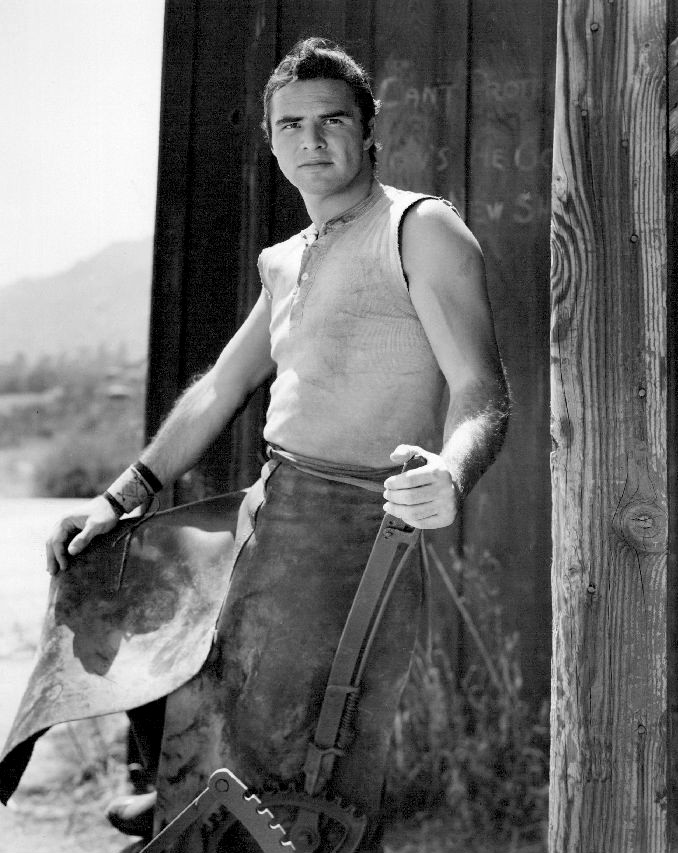
Burt Reynolds i TV-serien Krutrök 1962.

Han fick ett stipendium till Hyde Park Playhouse och flyttade till New York. Han småjobbade som stuntman i TV-program, innan han upptäcktes under en uppsättning av pjäsen Mister Roberts i New York och skrev på ett skådespelarkontrakt för TV. Han debuterade på Broadway i Look We've Come Through.
Reynolds medverkade i många TV-serier under 1950- och 60-talen. Filmdebuten kom 1961 i Angel Baby. Han hade även huvudrollen i flera så kallade spaghettiwestern-filmer, varav den första var Navajo Joe (1966).
Hans mest kända roller är dock de i Nu blåser vi snuten (1977) och Den sista färden (1972) som blev hans genombrottsroll. Under åren 1991-1993 hade han huvudrollen i komediserien Evening Shade. Reynolds blev nominerad för en Oscar för Bästa manliga biroll för sin roll i Boogie Nights (1997).

### Död
Reynolds avled av en hjärtinfarkt på sjukhuset Jupiter Medical Center i Jupiter, Florida den 6 september 2018, vid en ålder av 82 år, efter att ha lidit av hjärtproblem i flera år.

## Filmografi
- 1961 – Angel Baby
- 1962–1965 – Krutrök (TV-serie)
- 1966 – Navajo Joe
- 1969 – Den grymma fighten
- 1969 – Sam Whiskey
- 1969 – Viva Sarita
- 1970 – Vem är apan?
- 1970 – Hunters Are for Killing
- 1970–1971 – Dan August (TV-serie) (26 avsnitt)
- 1972 – Den sista färden
- 1972 – Allt du skulle vilja veta om sex, men varit för skraj att fråga om
- 1972 – Snuten i 87:e
- 1973 – Kör hårt McKlusky
- 1973 – McCoy - fräck som fan
- 1973 – Flykten genom vildmarken
- 1974 – Benknäckargänget
- 1975 – Till vilket pris som helst
- 1975 – Leve kärleken!
- 1975 – Oh, vilket sjöslag!
- 1975 – Smart som fan
- 1976 – Det våras för stumfilmen
- 1976 – Dåliga odds, McKlusky!
- 1976 – Nä, nu blommar de'!
- 1977 – Nu blåser vi snuten
- 1977 – Bara tre kan leka så...
- 1978 – Ingen blåser Hooper
- 1978 – Slutet
- 1979 – Börja om från början
- 1980 – Nu blåser vi snuten igen
- 1980 – Sköna juveler
- 1981 – Mitt i plåten!
- 1981 – Ingen knäcker Sharky
- 1981 – Pappa till varje pris
- 1982 – Tjejen som inte ville gifta sig
- 1982 – Det bästa lilla horhuset i Texas
- 1983 – Nu blåser vi snuten 3
- 1983 – Undan för äss
- 1983 – Brudar på hjärnan
- 1984 – City Heat
- 1984 – Cannonball Run II
- 1985 – Stick
- 1986 – Heat
- 1987 – Malone
- 1987 – Jagad
- 1988 – Heta nyheter
- 1989 – Utan alibi
- 1989 – The Dancer's Touch
- 1989 – Den stora stöten
- 1989 – Dirty Diamonds
- 1989 – Änglahund (röst)
- 1989–1990 – B.L. Stryker, privatdetektiv (TV-serie) (12 avsnitt)
- 1990 – Modern Love
- 1991–1993 – Evening Shade (TV-serie)
- 1993 – En och en halv snut
- 1993 – The Man from Left Field
- 1995 – The Maddening
- 1996 – Raven
- 1996 – Striptease
- 1996 – Citizen Ruth
- 1996 – Trigger Happy
- 1996 – Frankenstein och jag
- 1996 – Cherokee Kid
- 1997 – Bean - Den totala katastroffilmen
- 1997 – Boogie Nights
- 1997 – Wally Sparks
- 1998 – Hard Time
- 1998 – Universal Soldier II - Brothers in Arms
- 1998 – Universal Soldier III: Unfinished Business
- 1998 – Crazy Six
- 1999 – Hard Time II
- 1999 – Hard Time III
- 1999 – Mystery, Alaska
- 1999 – Fucked Up
- 1999 – The Hunter's Moon
- 1999 – Waterproof
- 1999 – Big City Blues
- 2000 – The Last Producer
- 2000 – Griniga gamla gangsters
- 2001 – Driven
- 2001 – Hotel
- 2001 – Tempted
- 2001 – The Hollywood Sign
- 2001 – Auf Herz und Nieren
- 2002 – Snapshots
- 2002 – Johnson County War
- 2002 – Time of the Wolf
- 2002 – Miss Lettie and Me
- 2003 – Strike Force
- 2003 – Hard Ground
- 2004 – Without a Paddle
- 2005 – Benknäckargänget - Krossa dem
- 2005 – The Dukes of Hazzard
- 2006 – Cloud Nine
- 2006 – End Game
- 2006 – Grilled
- 2006 – Broken Bridges
- 2006 – In the Name of the King: A Dungeon Siege Tale
- 2006 – Forget About It
- 2007 – Deal
- 2007 – Randy and the Mob
- 2008 – A Bunch of Amateurs
- 2011 – Not Another Not Another Movie
- 2011 – Reel Love
- 2017 – The Last Movie Star